# 벡쇠 투구

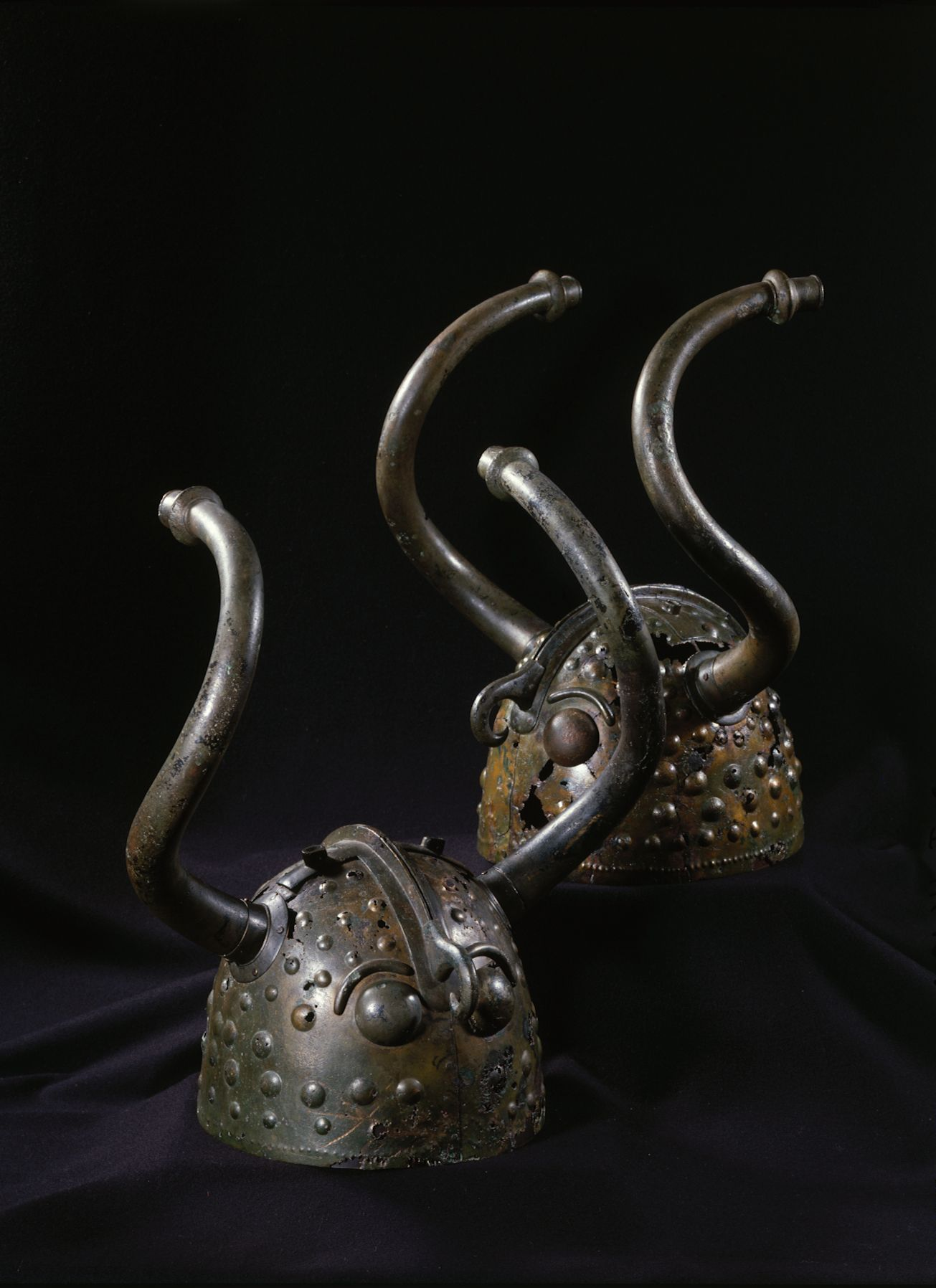

벡쇠 투구(덴마크어: Veksøhjelmene)는 덴마크 셸란섬 벡쇠 근교에서 발견된 청동기 시대의 뿔투구 한 쌍이다. 현재 덴마크의 국립박물관에 보관되어 있다.
1942년 토탄 습지 브뢴스모세(Brøns Mose)에 삽질을 하던 노동자가 삽날에 단단한 것이 닿아 발견했다. 파헤쳐 보니 투구가 홈이 난 나무접시 하나와 함께 발견되었다. 접시는 마치 투구를 올려두기 위한 받침대 같았다. 이후 같은 해 같은 장소에 추가적인 고고학적 조사가 이루어진 결과 투구 한 개가 더 발견되었다. 1940년대에 분석해본 결과 접시의 재질은 물푸레나무이며, 투구에는 깃털 장식이 달려 있었을 것이라고 판정되었다. 1946년 Norling-Christensen이 이 투구들에 관한 최초의 전문적 보고서를 작성, 게재했다.
브뢴스모세는 청동기 시대에는 물이 덜 말라 호수 상태였으며, 수역의 확장으로 인해 투구를 제작해 늪지에 봉헌물로 바쳤다. 탄소방사성 검사 결과 나무접시가 투구보다 더 오래 된 것으로 밝혀졌다. 또한 부서진 그릇도 몇 개 투구보다 위 층에서 발견되었는데, 투구와 관련이 있는 것은 아닌 것 같다.
두 투구는 모양이 거의 완전히 같다. 재질은 주석 함량이 높은(16.8%) 청동이며, 소량의 납, 비소, 안티몬, 니켈(각 0.1% - 1%)도 함유되었고 은은 흔적 정도(~ 0.05%)만 남았다. 양식적으로 투구의 반구 부분은 언필드 문화의 평직 모자를 닮았으며, 두 쪽을 리벳으로 쳐서 만들었다.

## 같이 보기
- 서튼후 투구
- 워털루 투구
- 북유럽 청동기 시대